# Maurits van den Berg
Maurits van den Berg (Groningen, 20 februari 1898 - Hilversum 14 september 1971 was een Nederlands violist en dirigent.

## Maurits
Hij was zoon van Aaltje Mozes van den Berg en erkend kind van Mozes van den Berg (aldus aangetekend op geboorteakte). Hijzelf trouwde in 1926 in Berlijn met alt Eli Bäckström; het liep op 3 juli 1939 uit op een echtscheiding. Sinds 3 augustus 1939 was hij getrouwd met harpiste Hilde Roscher. Zoon Maurits van den Berg jr. (eerst Maurits Roscher) geboren in 1937 trad in de voetsporen van zijn ouders; hij was enige tijd concertmeester van het Overijssels Philharmonisch Orkest.
Hij kreeg zijn muziekopleiding in zijn geboorteplaats, waarschijnlijk aan de muziekschool van Clemens Schröder. Later volgde een opleiding aan het Conservatorium van Keulen bij Bram Eldering en Hermann Abendroth. In zijn Duitse periode was hij concertmeester in de orkesten van Straatsburg, Elberfeld de Berliner Philharmoniker (1923-1926 onder Arthur Nikisch en Wilhelm Furtwängler) en het Radiosymfonieorkest Berlijn (1927-1933). Met het opkomend antisemitisme in Nazi-Duitsland zag het er voor hem niet gunstig daar langer te blijven en kwam in 1933 terug naar Nederland. Van den Berg nam zitting in een pianotrio met Leo Pappenheim en Louis Schuyer, die ook al op de vlucht ging voor dat antisemitisme. Hij werd in 1935 concertmeester van de Arnhemsche Orkest Vereeniging. Hij was opvolger van Rudolf Bergmann. Vermoedelijk was hij dat niet lang want vanaf 1 september 1936 (opvolging in Arnhem door Jo Juda) tot 1 september 1940 was het violist bij het Concertgebouworkest..hij gaf wel soloconcerten met dat orkest, maar ook met omroeporkesten en het Residentie Orkest
Of hij daar gedwongen Joden mochten geen plaats meer nemen in openbare orkesten) of zelf is vertrokken is onbekend. Zijn loopbaan kwam enige tijd stil te liggen. Na de Tweede Wereldoorlog pakte hij de draad weer op en soleerde nog bij orkesten in binnen- en buitenland. Hij kreeg weer vastere voet in Nederland toen hij in 1949 dirigent werd van het Radio Kamer Koor; hij was daar tot zijn pensioen in 1963 werkzaam, maar bleef wel actief als invaller. Vanaf 1967 werd hij minder actief; hij had een aandoening aan de stembanden.
Hij overleed op 73-jarige leeftijd; hij werd thuis op een trap onwel en viel als gevolg van een hartinfarct of herseninfarct neer. Hij werd begraven op Begraafplaats Zuiderhof in Hilversum.

## Hilde Roscher
Annemarie Hildegrad Magdalene Roscher (15 december 1900- 20 augustus 1985) was harpist in Duitsland en leerde daar haar man kennen. Ze kwam naar Nederland en speelde eerst bij de AVRO en tussen 1939 en 1941 bij het symfonieorkest van de Katholieke Radio Omroep, waarbij ook zij werd getroffen door de arisering van orkesten. Ook zij pakte de draad na de Tweede Wereldoorlog weer op en was jarenlang (22 jaar) (solo)harpiste van het Radio Filharmonisch Orkest. Na haar overlijden werd zij bijgezet in het graf van haar echtegenoot. Haar naam werd genoemd als een van de ontslagen musici uit het KRO-orkest in de documentaire van Pointer; over musici geslachtofferd bij opkomend antisemitisme. Roscher was lerares van harpiste Carla Oet.